# Kiha 40
Kiha 40 (i Japan skrivet KiHa 40) är en serie dieselmotorvagnar i Japan. Fordonstypen har körts i turisttåg. Litteran kan uttolkas som Ki, betydande dieselmotorvagn, och Ha, betydande 2:a klass.